# Gunton
Gunton – miejscowość w Anglii, w hrabstwie Suffolk, w dystrykcie East Suffolk. Leży 64 km na północny wschód od miasta Ipswich i 170 km na północny wschód od Londynu.